# Pia Solèr
Pia Solèr (geb. 1971 in Vrin) ist eine Schweizer Schriftstellerin.

## Biografie
Pia Solèr arbeitete nach einer Detailhandelslehre in einem Musikgeschäft sommers auf der Alp und ging winters auf Reisen. Im rätoromanischen Film «Levzas Petras» – Bittere Lippen (1994) spielte sie die weibliche Hauptrolle.
In ihrem autobiografischen Buch Die Weite fühlen (2011) schildert sie ihr Leben als Alphirtin. Das Buch entstand auf Anregung des deutschen Verlegers Rainer Weiss, der das Buch auch verlegte. Er hatte die NZZ-Reportage Von der Herausforderung, Schafe zu hüten, und von der Distanz zur Welt gelesen, in welcher Solèr porträtiert worden war. Das Buch erhielt zahlreiche positive Rezensionen, u. a. in der NZZ, SRF, der Südostschweiz und dem Aviva Onlinemagazin für Frauen. 2013 erschien die Taschenbuchausgabe im Diana Verlag.
Solèr hat zwei Geschwister und lebt in Vrin, in Vanescha und auf der Alp Scharboda.

## Werke
- Pia Solèr: Die Weite fühlen: Aufzeichnungen einer Hirtin. 1. Auflage. weissbooks.w, Frankfurt am Main 2011, ISBN 978-3-86337-009-1.